# Nehézszagú boróka
A nehézszagú boróka vagy szagos boróka (Juniperus sabina), népi nevén boldogasszony ága a ciprusfélék (Cupressaceae) családjába tartozó örökzöld növényfaj.

## Származása, elterjedése
Az atlanti partoktól Kis-Ázsián és a Kaukázuson át egészen a Bajkál-tó környékéig előfordul. Közép- és Dél-Európában különösen gyakori; Magyarországra szerzetesek hozták be.

## Megjelenése, felépítése
Alacsony, szélesen elterülő, kúszó cserje, néha bokorfa. Többnyire 1–1,5 m, maximum 4 m magas. Vörösesbarna kérge vékony lemezekben leválik. Sűrűn növő ágai vízszintesek. A talajon kúszó szakaszuk legyökerezik, a végük felhajlik, esetenként vissza is kunkorodik.
Tűlevelei ritkák; mindössze 1 mm-es, fényes- vagy hamvaszöld pikkelylevelei keresztben átellenesen állnak, négysorosak, tojásdad alakúak, kissé hegyesek, hátsó oldalukon bemélyedéssel. Gyakran mirigyszemölcsösek. Megdörzsölt hajtási, elmorzsolt levelei nehéz, aromás szagot árasztanak (innen a magyar neve). A fiatal hajtásokon a levelek lándzsásan tűszerűek, kékeszöldek.
Április-májusban virágzik. Borsónyi (5–10 mm-es), gömbölyű vagy hengeres tobozbogyói a viaszos bevonattól hamvas kékesfeketék.

## Életmódja, termőhelye
Mészkedvelő – a karsztfennsíkok jellegzetes pionír faja, de enyhén savanyú talajon is megél. Meszes talajon teljesen elfekvő, de a hajtások vége ott is feláll.
Szárazságtűrő, teljesen télálló. A fagyot, a forró nyarakat, a talaj- és légszennyezést egyaránt jól tűri.
Tobozbogyói ősszel vagy tavasszal érnek.
A metszést jól tűri, a nyírás helyét gyorsan benövi.

## Kertészeti változatai
- Juniperus sabina „Arcadia” — zöld lombú, talajtakaró fajta. Hajtásai közel vízszintesek.
- Juniperus sabina „Blue Danube” — Az alapfajnál alacsonyabb; nagyon kevés tűlevéllel. Lombja szürkés-, a tűző napra ültetett példányoké kékeszöld, és ezt a színt télen is megtartja. Teljesen télálló; szinte bármilyen talajon megél. Az atkák károsítják.
- Juniperus sabina „Broadmoor” — Alacsony, széles, ezüstösen csillogó, hamvas szürkészöld. Vízszintes főágainak oldalhajtásai függőlegesen felállnak. Viszonylag lassan növő, a talajon kúszó változat.
- Juniperus sabina „Cupressifolia” — Elheverő hajtásai idővel egymásra fekve felmagasodnak. Szürke pikkelylevelei között tűlevelei is vannak. Talajtakaróként nagyobb felületek beültetésére alkalmas.
- Juniperus sabina „Glauca” —
- Juniperus sabina „Hicksii” — Gyorsan nő; ágai ívesen fölemelkednek. Szürkészöld lombja ősszel–télen megbarnul. Teljesen télálló.
- Juniperus sabina „Karaca Variegata” — Törökországból származik. Lassan nő. Hajtásainak gerince sárgán csíkozott. Bő termést hoz.
- Juniperus sabina „Mas” —
- Juniperus sabina „Tiszakürt” —
- Juniperus sabina „Tamariscifolia” — 1–1,5 m magas, lassan növő bokor. Lehajló ágai szorosan egymásra fekszenek. A lehajló hajtások legyökeresednek. Pikkelylevelei hegyesek, szürkéskékek, illetve sötétzöldek. Teljesen télálló; szinte bármilyen talajon megél.
- Juniperus sabina „Variegata” —

## Felhasználása
Kertekben dísznövénynek ültetik – főleg gyepekbe és sziklakertekbe. A „Szűzanya fájaként” hagyományosan a kolostorkertek dísze volt. Kiváló talajtakaró, lejtők beültetésére ideális.

## Toxicitása
Mérgező. Minden részében 3-5% égetően csípős illóolaj található, amely mintegy 17% mérgező hatású szabinolt, 16% 1-szabinén terpénalkoholt, pinipikrin keserű ízű glikozidot, ezenkívül cseranyagot, galluszsavat, gyantát tartalmaz. Bőrre kerülve erősen irritáló, súlyos esetben nekrotizáló gyulladást is kiválthat. A hajtások elfogyasztása vagy néhány csepp illóolaj lenyelése akut vérömléses gyomor-és bélgyulladást, vesegyulladást, véres vizeletet, súlyos esetben légzésbénulást és kómát okozhat. Nők esetén menorrhágiát (atípusos menstruációs vérzést) és vetélést válthat ki, ezért régen illegális abortuszoknál használták.

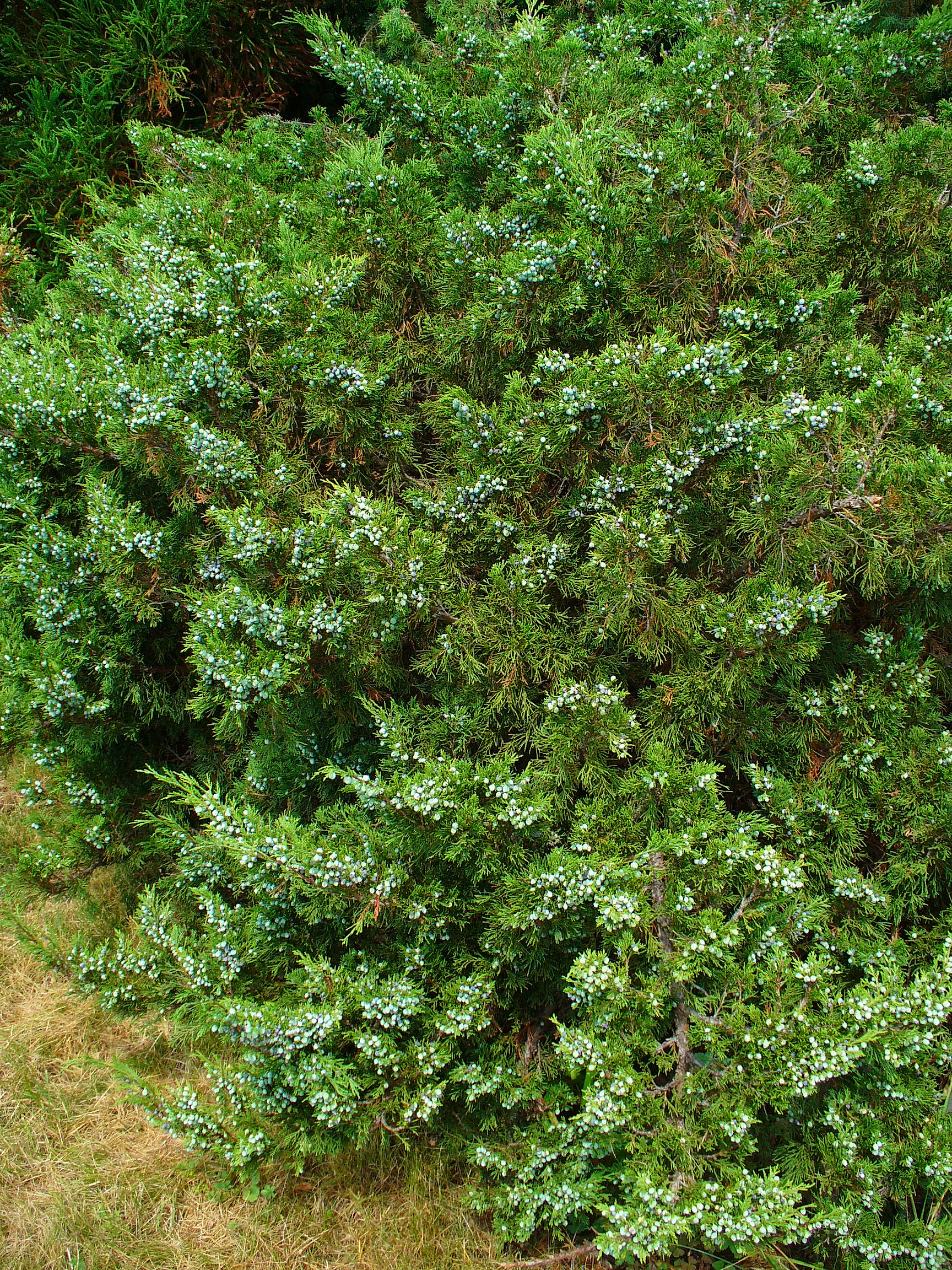
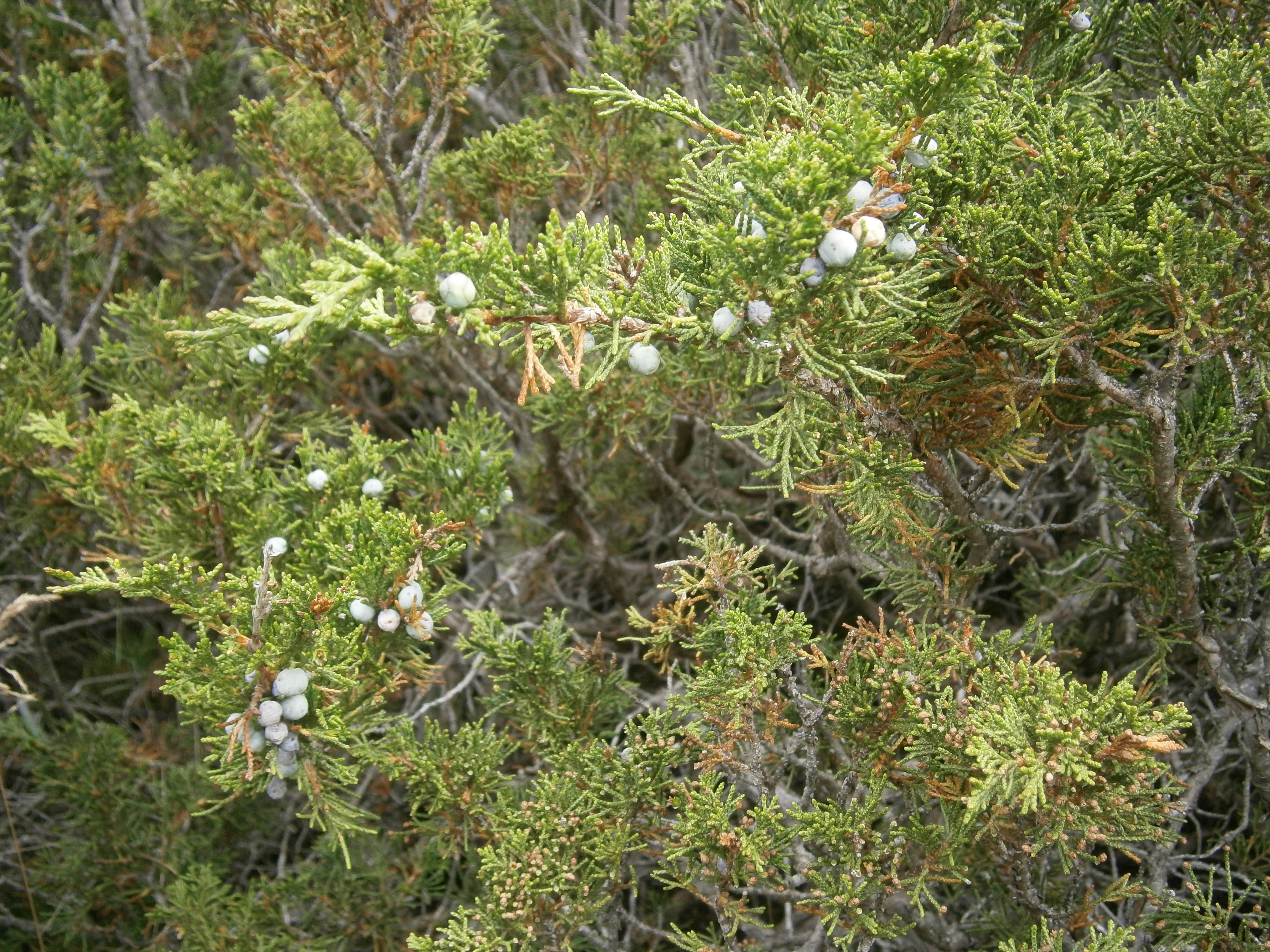
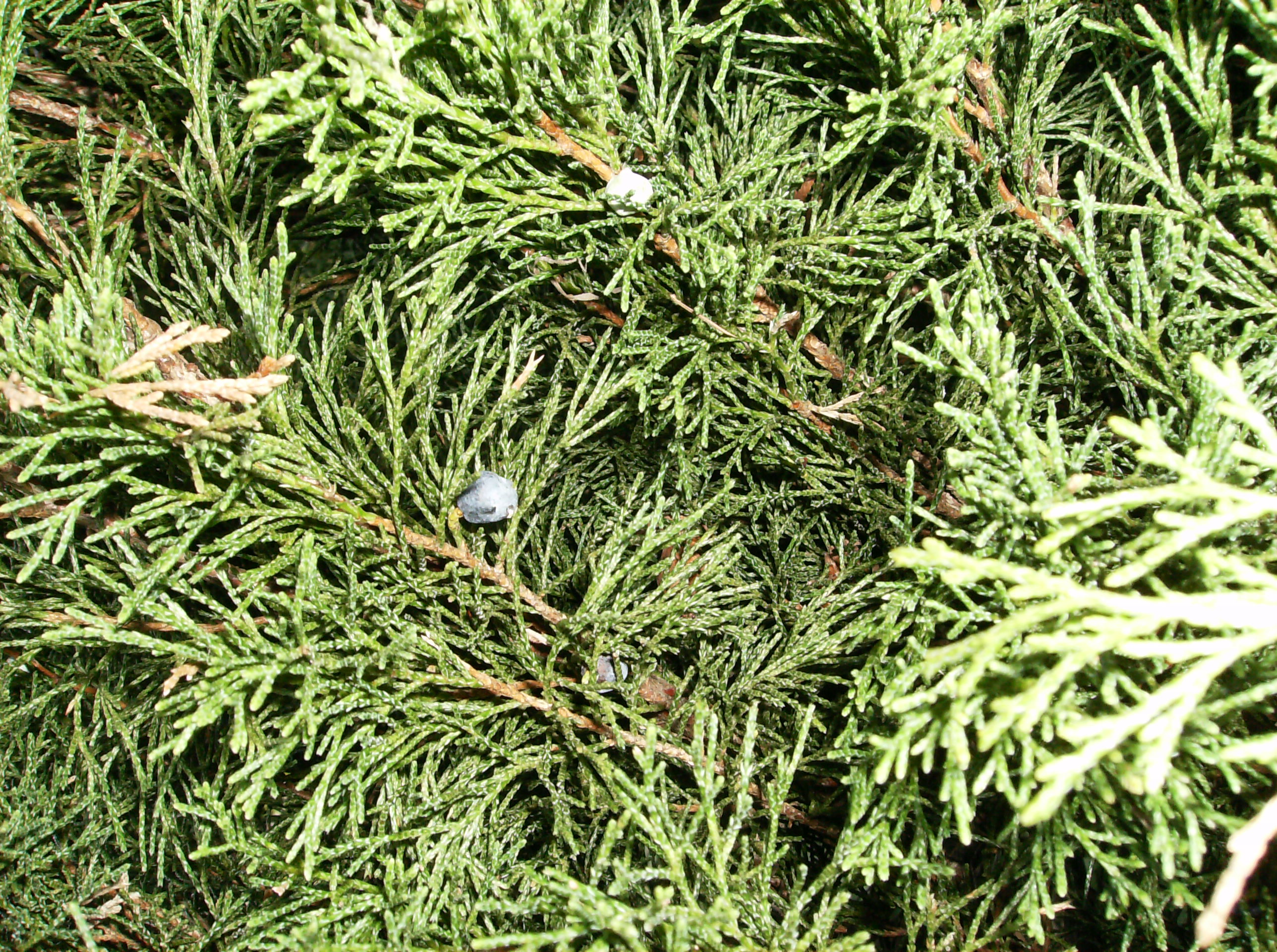
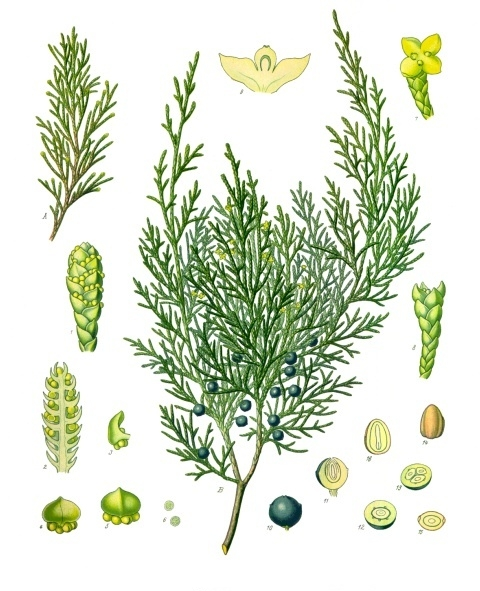